# Pręgierz w Bystrzycy Kłodzkiej

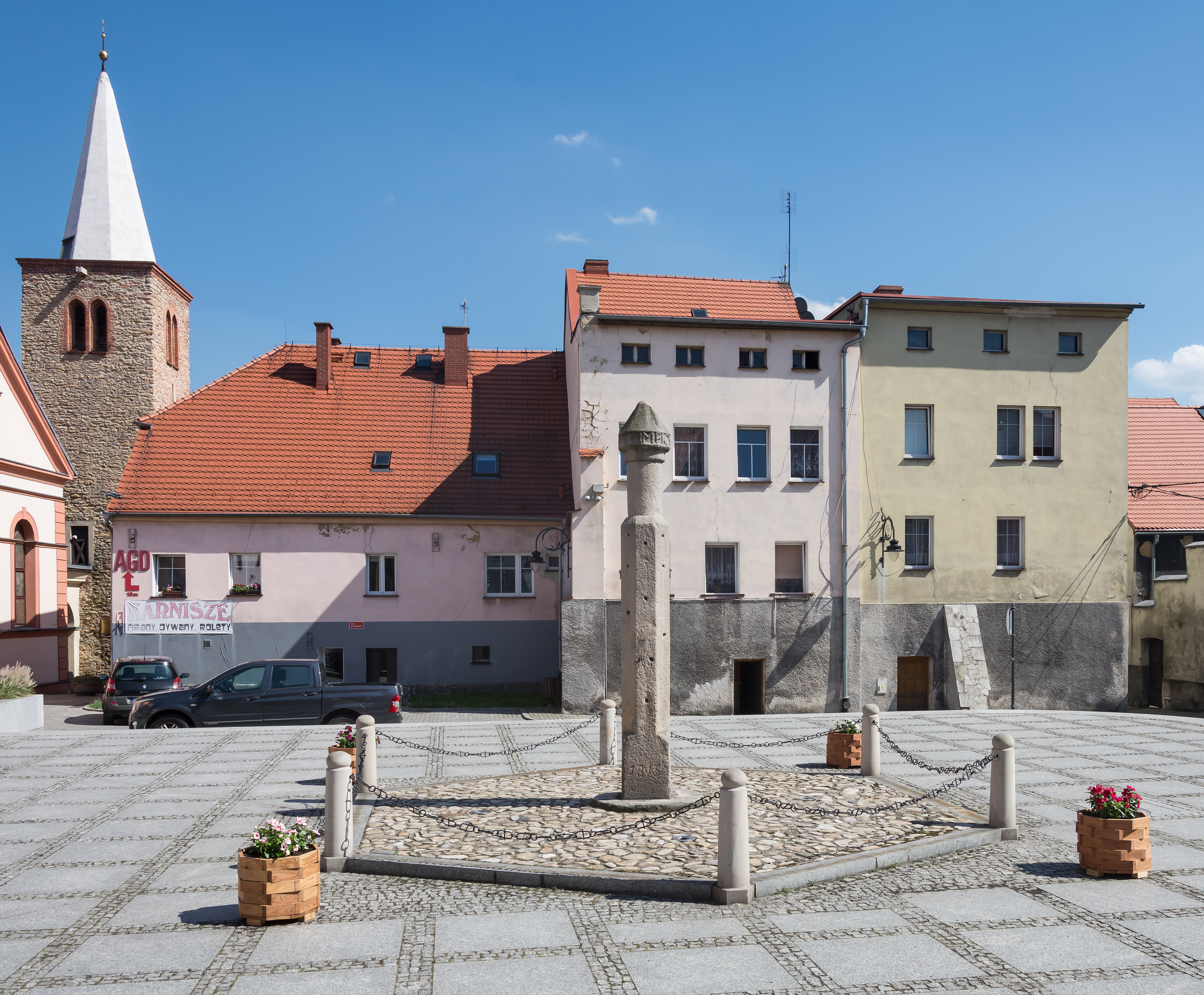
Mały Rynek w Bystrzycy Kłodzkiej

Pręgierz w Bystrzycy Kłodzkiej – pochodzące z 1556 roku narzędzie kar, pierwotnie stojące na rynku w Bystrzycy Kłodzkiej, w roku 1813 przeniesione na Mały Rynek.

## Historia
Pręgierz pierwotnie został ustawiony na rynku w Bystrzycy Kłodzkiej w roku 1556. Początkowo ulokowano go obok ratusza, w miejscu w którym obecnie wznosi się pomnik Trójcy Świętej. W roku 1736 został przesunięty w inne miejsce rynku, a dopiero w roku 1814 przeniesiono go na Mały Rynek, gdzie stoi nadal. Około roku 1900 ówczesne władze uznały pręgierz za zabytek i został on otoczony nieistniejącym obecnie łańcuchem.

Decyzją wojewódzkiego konserwatora zabytków z dnia 31 marca 2006 obiekt został wpisany do rejestru zabytków ruchomych.

## Architektura
Narzędzie kar, potwierdzające dawne uprawnienia sądownicze miasta, jest wysokie na ponad 3,4 m i zostało wykute w piaskowcu. Cokół ma przekrój kwadratowy o boku ok. 42 cm, powyżej niego kolumna ma ścięte boki i przechodzi w ośmiokąt. Na podstawie wykuto napis „TRANSFERIRT” i daty: 1556, 1736 i 1813. W najwyższej części kolumna ma przekrój okrągły, a jej szczyt stanowi stożkowa głowica z wykutą inkrypcją „DEUS IMPRIOS PUNIT” („Bóg ukarze grzeszników”). Jest to cytat z Psalmu 37:9 i zarazem obraz prawa rozumianego w myśl Biblii. Na trzonie umieszczono 3 haki i 4 kółka, służące do unieruchamiania skazanych.  

## Przeznaczenie
Pręgierz służył do wymierzania kar za drobne przestępstwa i występki, takie jak złodziejstwo oraz za czyny sprzeczne z ówczesnymi normami moralno-obyczajowymi. Skazani byli przy nim unieruchamiani na długie godziny, będąc w ten sposób wystawieni na widok publiczny i narażeni na szyderstwa oraz pogardę gawiedzi. Między innymi wykonywano tam wyroki za rozpustę, o czym świadczy następujący zapis w kronice miejskiej: „...przez dwie niedziele gach z gachową stali przed kościołem łańcuchami przywiązani do kamienia piekielnego”. Przy pręgierzu wykonywano także kary chłosty.

Po przeniesieniu na Mały Rynek w roku 1813, służył on różnym celom praktycznym, m.in. jako słup latarni, a w dni targowe przywiązywano do niego konie.

## Galeria

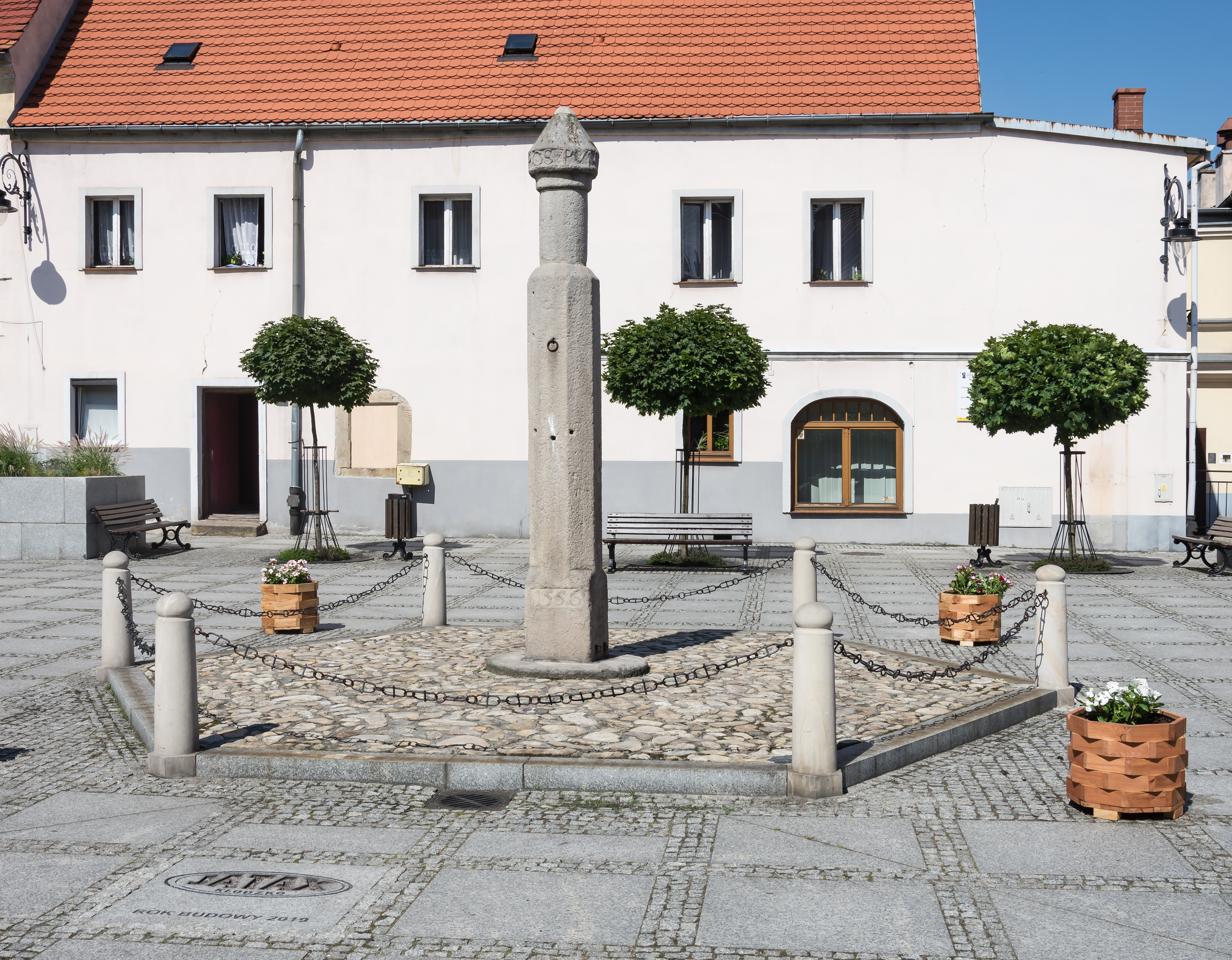
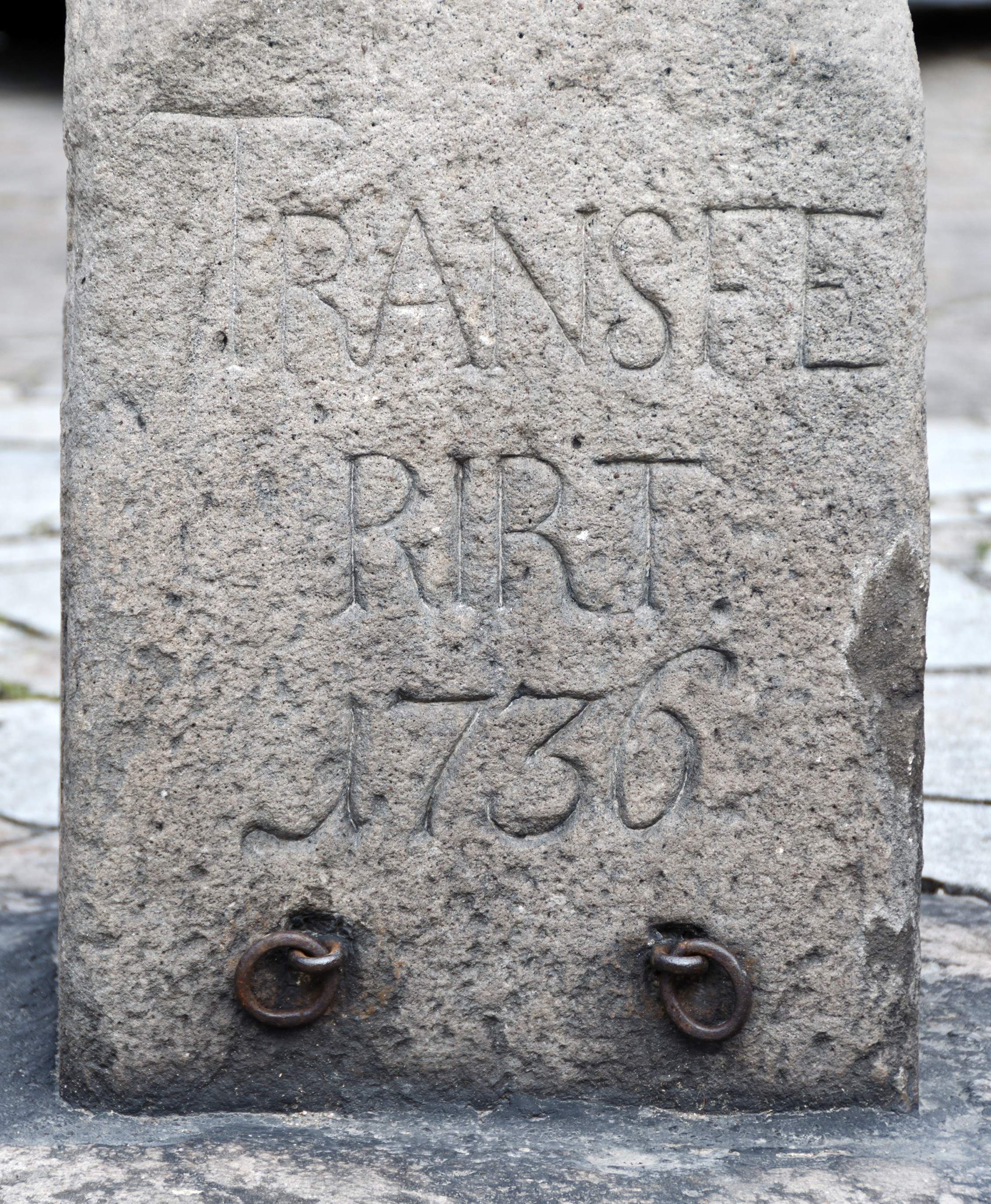
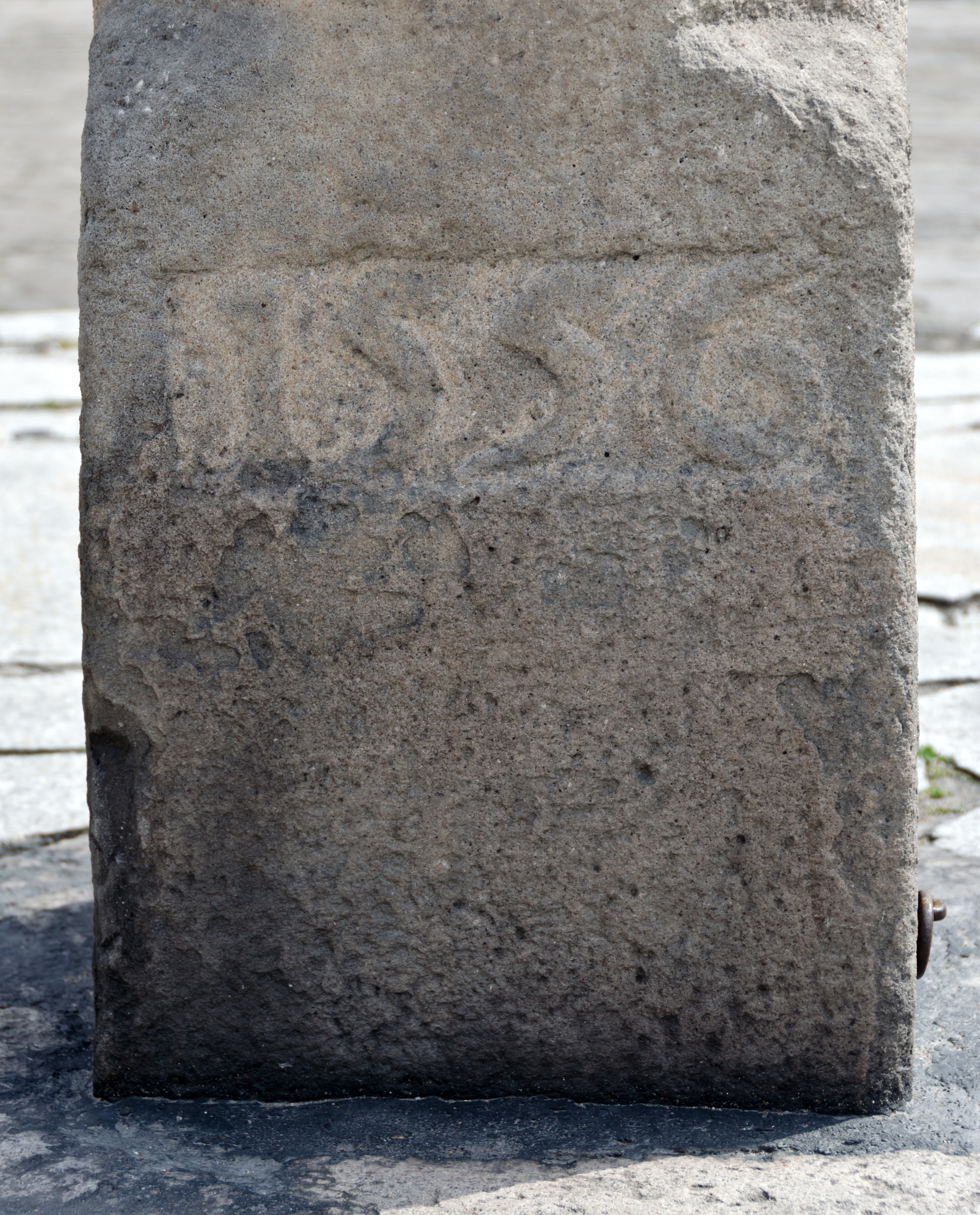
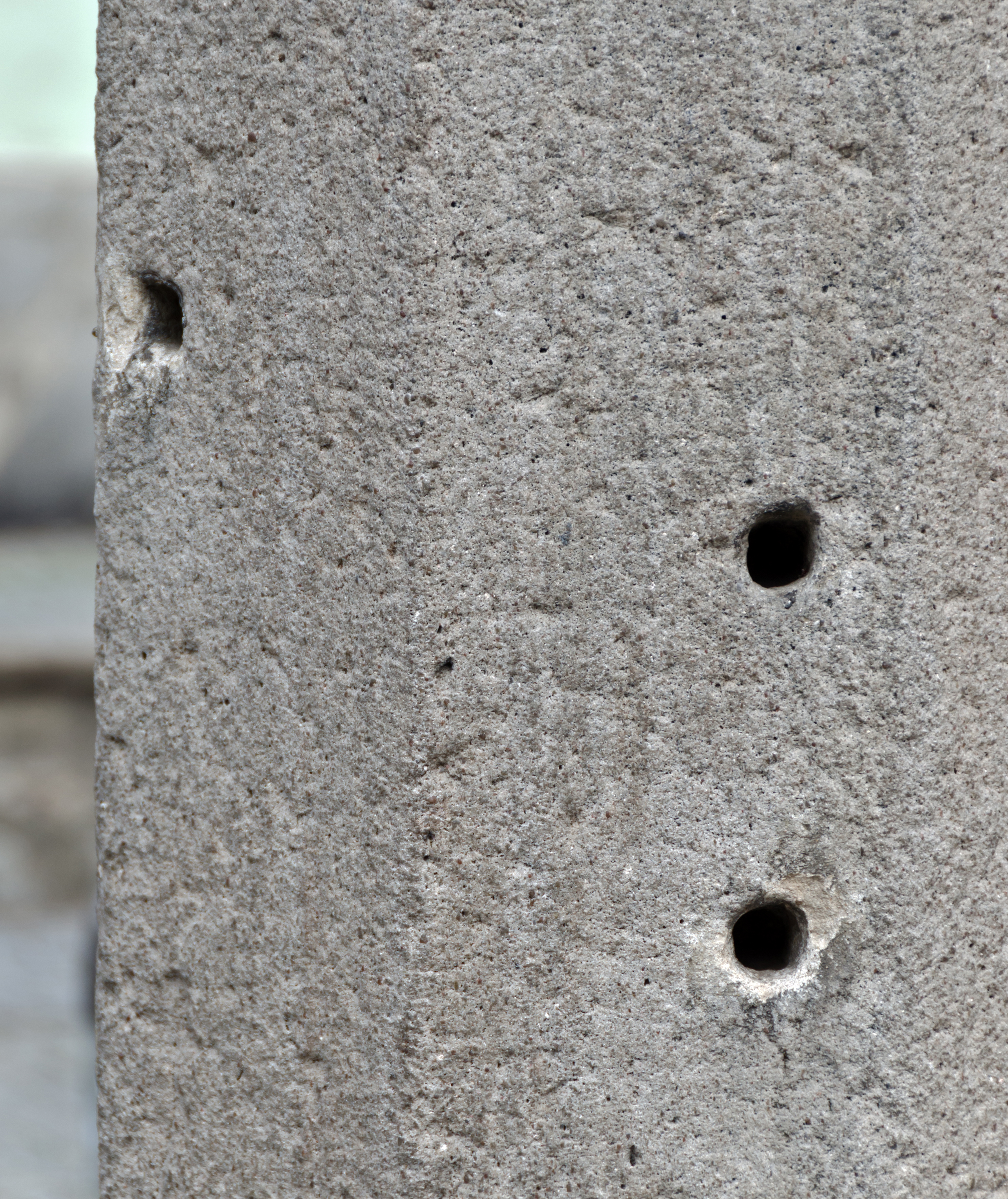
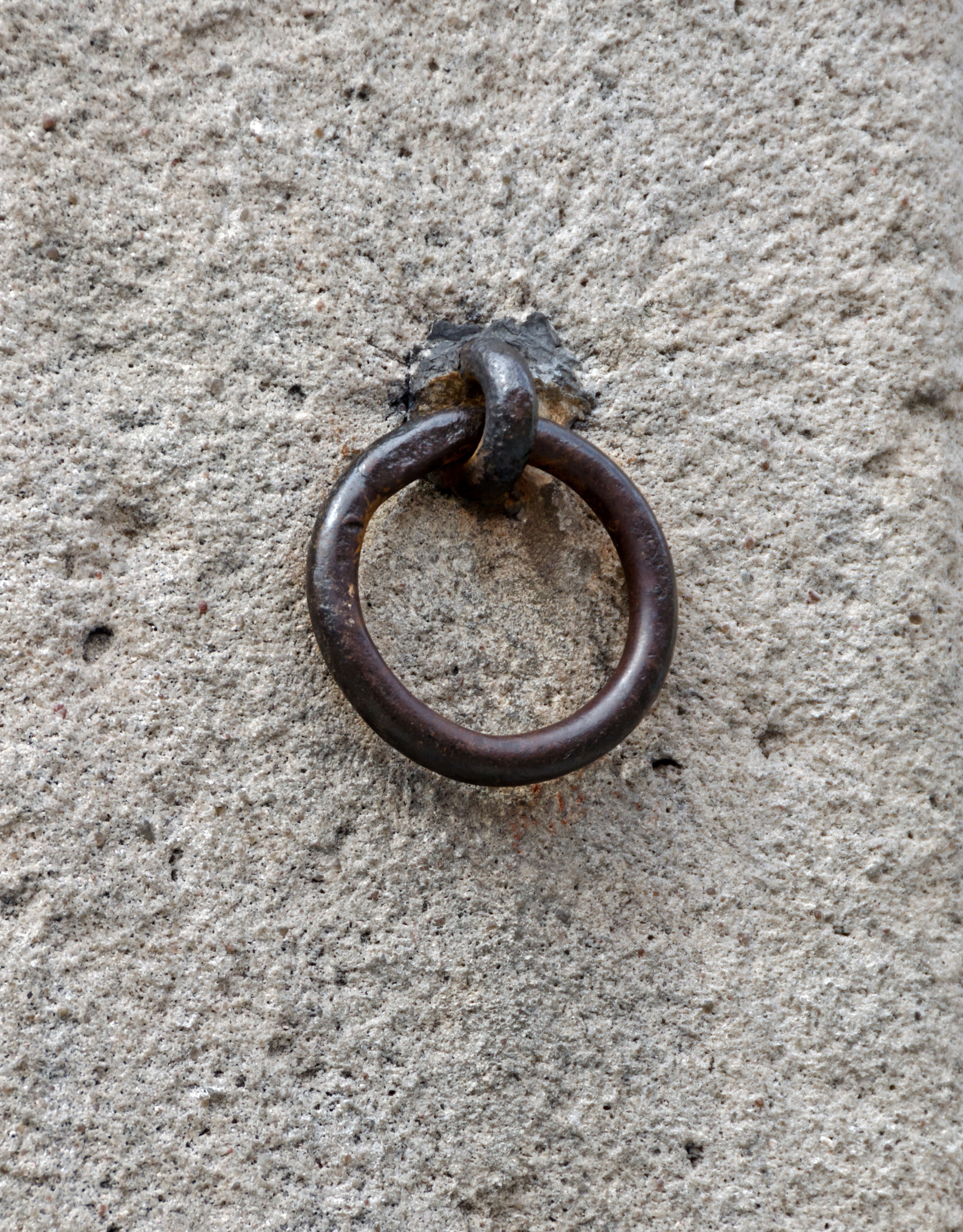
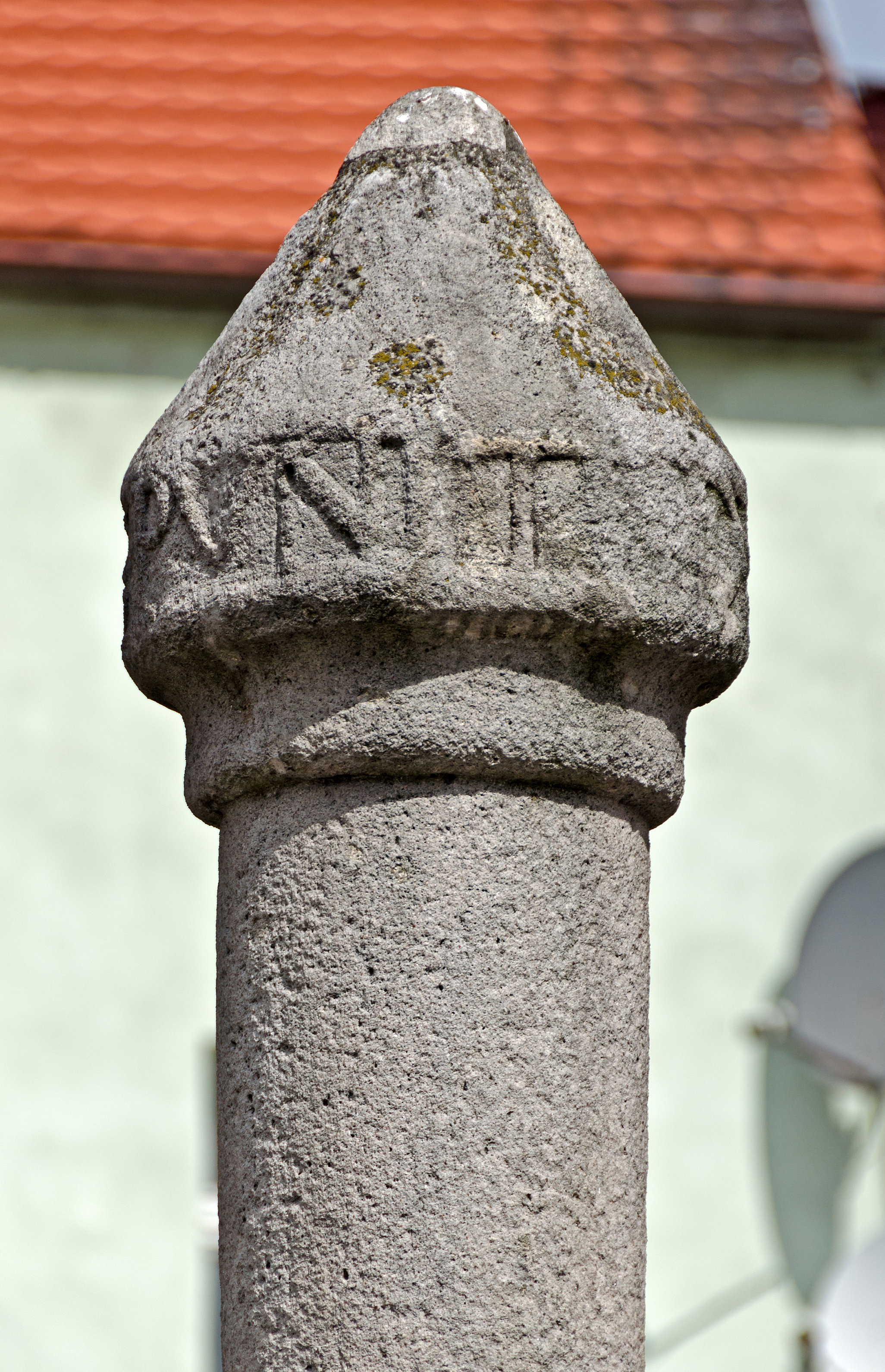
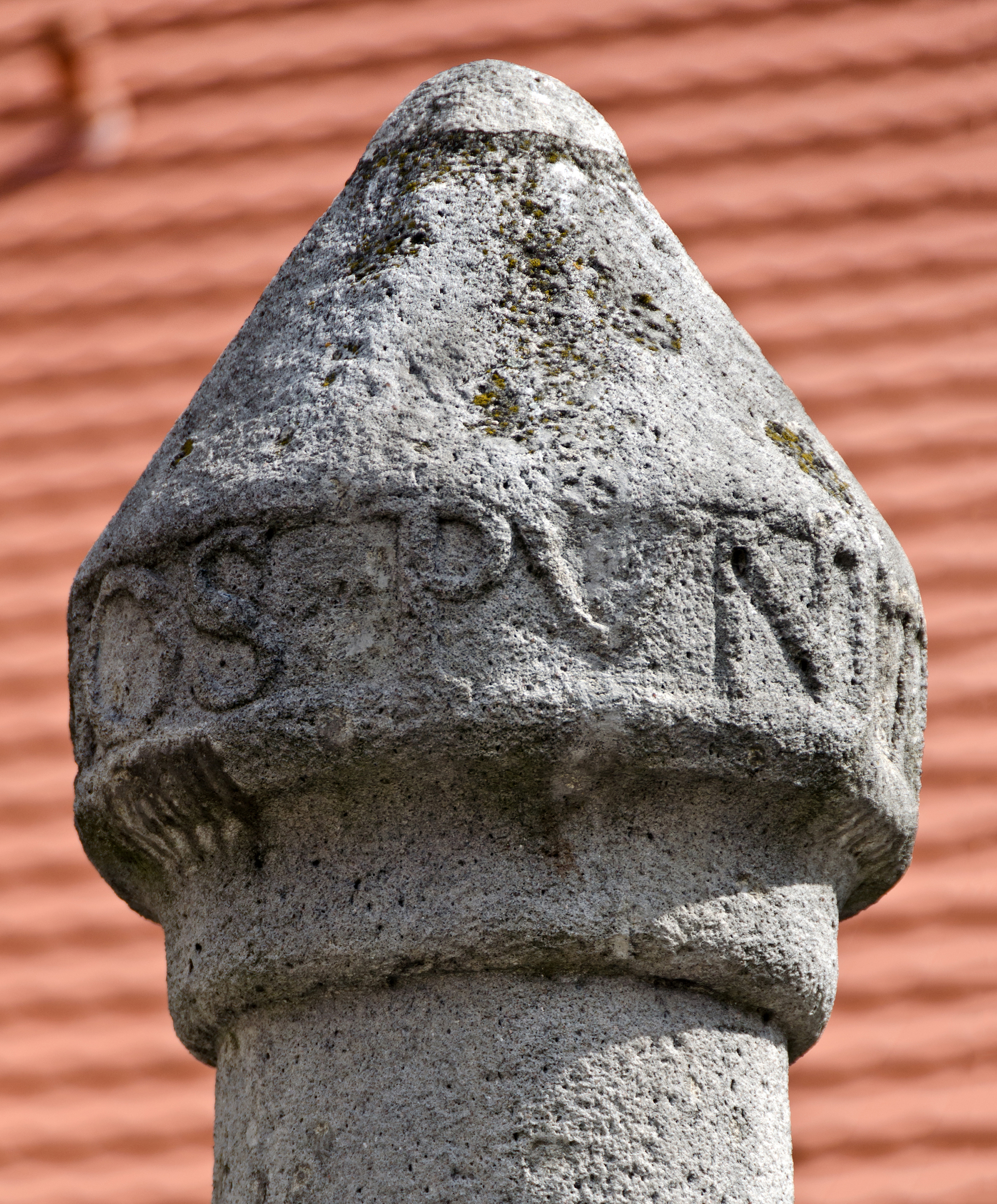